# Bruno Osimo
Bruno Osimo (Milano, 14 dicembre 1958) è un semiologo e scrittore italiano.

## Biografia
Laureato all'Università di Tartu con Peeter Torop,  ha conseguito il dottorato all'Università degli Studi di Milano; da allora si è dedicato allo studio della traduzione a partire da una prospettiva semiotica, in particolare studiando le fasi mentali del processo traduttivo e la valutazione della qualità della traduzione.
È docente di traduzione presso la Civica Scuola Interpreti e Traduttori "Altiero Spinelli" .

## Opere

### Narrativa
- Il poeta in affari veniva da molto lontano, Milano, Bruno Osimo, 2019. ISBN 9788898467563
- Breviario del rivoluzionario da giovane, Milano, Marcos y Marcos, 2018. ISBN 978-88-7168-809-1
- Found in translation. Esercizi di stile traduttivo. Cinquanta visite malriuscite in cinquanta lingue diverse – ma tutte italiano, con Federico Bario e Anton Pavlovič Čechov, Milano, 2018. ISBN 9788898467327
- Disperato erotico fox. Manuale di ballo liscio, Milano, Marcos y Marcos, 2014. ISBN 978-88-7168-694-3
- Bar Atlantic, Milano, Marcos y Marcos, 2012. ISBN 978-88-7168-606-6
- Dizionario affettivo della lingua ebraica, Milano, Marcos y Marcos, 2011. ISBN 978-88-7168-558-8 (audiolibro 2013. ISBN 978-88-7168-636-3)

### Poesia
- Poesie dall'ospedale psichiatrico, Milano, 2019. ISBN 978-88-9846-760-0
- Poesie apocrife di Anna Achmatova, Milano, 2022. ISBN 978-88-3146-279-2

### Saggistica
- Distorsione cognitiva, distorsione traduttiva e distorsione poetica come cambiamenti semiotici Deiva Marina, 2021, ISBN 9788831462471.
- La memoria della cultura: traduzione e tradizione in Lotman Deiva Marina, 2021, ISBN 9788831462495.
- Semiotica semplice Guida alla sopravvivenza per il cittadino Deiva Marina, 2021, ISBN 9788831462518.
- Traduzione come metafora, traduttore come antropologo Deiva Marina, 2021, ISBN 9788831462525.
- Semiotica per principianti. Ovvero: impara la disciplina più astrusa con le canzonette, Deiva Marina, 2021. ISBN 9788831462358
- Primo Levi. Miti d'oggi, Milano, Francesco Brioschi, 2021. ISBN 9788899612856 Prefazione di Bruno Segre (storico)
- La lingua non salvata. Case study di strategia traduttiva, Milano, Bruno Osimo, 2020. ISBN 9788831462198
- Traduzione giuridica e scienza della traduzione, Milano, Bruno Osimo, 2020. ISBN 9788831462143
- Traduzione della cultura, Milano, Bruno Osimo, 2019. ISBN 9788898467945
- Traduzione letteraria e precisione terminologica, Milano, Bruno Osimo, 2019. ISBN 9788898467921
- Handbook of Translation Studies, Milano, Bruno Osimo, 2019. ISBN 9788898467778
- Dictionary of Translation Studies, Milano, Bruno Osimo, 2019. ISBN 9788898467761
- Basic Notions of Translation Theory, Milano, Bruno Osimo, 2019. ISBN 9788898467099
- Traduzione, qualità e metodi di valutazione. Seconda edizione, Milano, Bruno Osimo, 2019. ISBN 9788898467556
- Il manuale di traduzione di Jurij Lotman, Pavia, Blonk, 2017. ISBN 978-88-9760-457-0
- Il manuale del traduttore di Roman Jakobson, Pavia, Blonk, 2016. ISBN 978-88-9760-452-5
- Il manuale del traduttore di Giacomo Leopardi, Milano, Hoepli, 2014. ISBN 978-88-203-6390-1
- Traduzione: aspetti mentali. Saggi di Peirce, Levý, Mahony, Schreier Rupprecht, Ullmann, Favareau, Milano, Bruno Osimo, 2014. ISBN 978-88-98467-10-5
- Valutrad: un modello per la qualità della traduzione, Milano, Bruno Osimo, 2013. ISBN 978-88-98467-00-6
- I cambiamenti prototesto-metatesto, un modello con esempi basati sulla traduzione della Bibbia, Milano, Bruno Osimo, 2013. ISBN 978-88-908597-9-3
- Propedeutica della traduzione, Milano, Hoepli, 2010. ISBN 978-88-203-4486-3
- La traduzione saggistica dall'inglese, Milano, Hoepli, 2006. ISBN 978-88-203-3741-4
- Manuale del traduttore, Milano, Hoepli, 2011. ISBN 978-88-203-4844-1
- La	 traduzione totale: spunti per lo sviluppo della scienza della traduzione, Udine, Forum, 2004. ISBN 978-88-98467-04-4
- Traduzione e qualità, Milano, Hoepli, 2004. ISBN 978-88-203-3386-7
- Tradurre è interpretare, Firenze, Alinea, 2004. ISBN 88-8125-766-1
- Corso di traduzione. 2. La percezione del prototesto, Modena, Yema, 2003. ISBN 88-88770-07-0
- Storia della traduzione, Milano, Hoepli, 2002. ISBN 978-88-203-3073-6
- Traduzione e nuove tecnologie. Informatica e internet per traduttori, Milano, Hoepli, 2001. ISBN 978-88-203-2750-7
- Corso di traduzione. 1. Elementi fondamentali, Modena, Logos Guaraldi, 2000. ISBN 88-8049-193-8